# Stazione di Ponte San Pietro
La stazione di Ponte San Pietro è una stazione ferroviaria posta alla confluenza delle linee Lecco-Bergamo e Seregno-Bergamo.
Si trova a Ponte San Pietro, in provincia di Bergamo.

## Movimento
La stazione è servita dai treni regionali di Trenord della relazione Milano-Carnate-Bergamo, cadenzati a frequenza oraria (semioraria nelle ore di punta), e dai treni regionali della relazione Lecco-Bergamo, anch'essi con cadenza oraria.
A partire da febbraio 2024 e fino al 2026, entrambe le relazioni sono temporaneamente attestate nella stazione di Ponte San Pietro per consentire l'esecuzione dei lavori di raddoppio tra la costruenda stazione di Curno e la stazione di Bergamo.
Attualmente la stazione è servita dai soli binari 1 e 2, mentre il 3 è temporaneamente soppresso. Generalmente, il binario 2 serve i treni della linea Bergamo - Lecco, l’1 quelli della linea Bergamo - Carnate-Usmate - Milano Porta Garibaldi
Al 2007, l'impianto risultava frequentato da un traffico giornaliero medio di 1 483 persone.

## Servizi
La stazione è classificata da RFI nella categoria silver.